# 1993 (série de televisão)
1993 é uma série de televisão italiana criada por Alessandro Fabbri, Ludovica Rampoldi e Stefano Sardo e dirigida por Giuseppe Gagliardi. A série é protagonizada por Stefano Accorsi, Miriam Leone, Guido Caprino, Tea Falco, Domenico Diele e Antonio Gerardi. O programa, distribuído pela Wildside, foi transmitido pela primeira vez de 16 de maio a 6 de junho de 2017 nos canais Sky Atlantic e Sky Cinema Uno. Também alcançou sucesso internacional, sendo exibido em 85 países.

## Enredo
A série dá continuidade às histórias dos personagens iniciada em 1992, tendo como pano de fundo os principais acontecimentos italianos do ano que dá título à obra: o julgamento de Enimont, a queda política de Bettino Craxi e do PSI, os ataques da máfia em Florença, Roma e Milão, os referendos revogatórios, o fim da Primeira República e a chegada de Silvio Berlusconi.

## Elenco
- Stefano Accorsi como Leonardo Notte
- Guido Caprino como Pietro Bosco
- Miriam Leone como Verônica Castello
- Domenico Diele como Luca Pastore
- Tea Falco como Beatrice "Bibi" Mainaghi
- Laura Chiatti como Arianna Rosato
- Antonio Gerardi como Antonio Di Pietro
- Paolo Pierobon como Silvio Berlusconi